# Tomasz Byrt
Tomasz Byrt (ur. 25 stycznia 1993 w Cieszynie) – polski skoczek narciarski, drużynowy wicemistrz świata juniorów z 2012, wicemistrz Polski w 2011, trzykrotny zwycięzca Lotos Cup w kategoriach Junior C i Junior B. Członek polskiej kadry młodzieżowej w sezonie 2007/2008 i 2010/2011 i kadry A w sezonie 2011/2012, obecny rekordzista ośmiu skoczni.
26 września 2010 zajął trzecie miejsce w konkursie Letniego Pucharu Kontynentalnego, co było jego najlepszym wynikiem w zawodach tej rangi. 18 grudnia 2011 uplasował się na drugiej pozycji w konkursie Pucharu Kontynentalnego w Erzurum.
Pierwszy występ w Pucharze Świata odnotował 21 stycznia 2011 w Zakopanem, zajął wówczas 40. miejsce. Dwa dni później był dwudziesty dziewiąty i tym samym po raz pierwszy zdobył punkty. 12 marca 2011 w Lahti stanął na podium w konkursie drużynowym. 26 lutego wystąpił na Mistrzostwach Świata 2011 w Oslo.
Do sezonu 2009/2010 włącznie wystąpił w 15 konkursach FIS Cup. Najlepsze miejsce zajął w konkursie w słowackim Szczyrbskim Jeziorze, gdzie był czwarty.
Jego rekord życiowy to 198,5 metra ustanowione na Letalnicy w Planicy.

## Przebieg kariery
Pierwsze skoki oddał jako siedmiolatek. W maju 2002 wystąpił w Memoriale Leopolda Tajnera w Goleszowie, gdzie był 29. w kategorii młodzików (był najmłodszym zawodnikiem). W sierpniu w konkursie z okazji 29. Tygodnia Kultury Beskidzkiej był ósmy. We wrześniu zaprezentował się dobrze na Ogólnopolskich Spotkaniach UKS-ów w Wiśle, gdzie zwyciężył oraz był drugi w kategorii „1993 i młodsi”. Zwyciężył tam także podczas analogicznych zawodów w grudniu, oraz w marcu w Zakopanem. W marcu 2003 ponownie skakał w Memoriale Tajnera, gdzie zajął 12. miejsce na skoczni K-30 wśród roczników 89-94 oraz drugie w konkursie swojego rocznika na obiekcie K-17.
25 maja 2003 stanął na drugim stopniu podium w zawodach Turnieju Trzech Skoczni w Wiśle Centrum, przegrywając jedynie z Pawłem Słowiokiem. Później startował również w Turnieju Siedmiu Skoczni, gdzie wygrał w Goleszowie i był trzeci w Wiśle. 26 lipca zwyciężył konkurs dla roczników 1992–1993 w Wiśle podczas Tygodnia Kultury Beskidzkiej. Dzień później był trzeci w konkursie o Puchar Lata na Maleńkiej Krokwi, a w sierpniu piąty w „Nadziejach Beskidzkich” w Szczyrku (również w tej kategorii wiekowej). Następnie stanął na podium kilku igelitowych zawodów na Maleńkiej Krokwi: w sierpniu zajął drugie miejsce w konkursie o Wielki Puchar Crunchips i wygrał konkurs IX Ligi Międzyszkolnej, we wrześniu zdobył brąz na Ogólnopolskich Spotkaniach UKS młodzików, a w październiku był drugi w kolejnym konkursie Ligi.
6 grudnia 2003 zajął trzecie miejsce w Zawodach „Mikołaj w Goleszowie”, a w styczniu był piętnasty w Międzywojewódzkich Mistrzostwach Młodzików w Wiśle (dla dzieci z 1990 i młodszych). W Zagórzu zwyciężył swoją kategorię w I Pucharze Bieszczadów, a w konkursie open był dziesiąty. W lutym uplasował się na czternastej pozycji w Mistrzostwach TZN młodzików na Małej Krokwi oraz na jedenastej na Olimpiadzie FM w Wiśle. W konkursie o Puchar Fundacji Izabeli i Adama Małyszów na obiekcie K-40 w Wiśle zajął czwarte miejsce, a podczas „Nadziei Beskidzkich” w Goleszowie – drugie. W marcu zajął drugą pozycję w kilku konkursach dla roczników 1992–1993, za każdym razem przegrywając ze Słowiokiem. Były to: Memoriał Olimpijczyków w Szczyrku, zawody UKS-ów w Wiśle i konkurs z okazji 50-lecia KS Wisły Ustronianki. Był też drugi podczas Pucharu Tokarzonki w Istebnej.

### Sezon 2004/2005
Sezon 2004/2005 rozpoczął od miejsca na podium w goleszowskim Memoriale Tajnera, gdzie był trzeci. Podczas „Nadziei Beskidzkich” zajął czwarte miejsce w kategorii 1992–1993. 29 maja wygrał konkurs Turnieju Trzech Skoczni w Wiśle (dla roczników 1993–1994). W czerwcu wystartował w zawodach z okazji Dnia Dziecka w Szczyrku. W konkursie dla starszych dzieci na skoczni K-50 był dziewiąty, a w rywalizacji swojej grupy wiekowej na mniejszym obiekcie – czwarty. Pod koniec miesiąca wygrał konkurs „Nadziei Beskidzkich”, a następnie był piąty i pierwszy w pozostałych konkursach Turnieju Trzech Skoczni. W lipcu wygrał klasyfikację starszych dzieci w zawodach Kids Games w Wiśle-Łabajowie. Kilka dni później był trzeci w klasyfikacji swojego rocznika w zawodach o Wielki Puchar Crunchips na Maleńkiej Krokwi, był też piąty na Małej Krokwi. Następnie wygrał zawody w ramach Tygodnia Kultury Beskidzkiej.
W sierpniu 2004 zdobył tytuł mistrza świata dzieci w Garmisch-Partenkirchen w kategorii do lat 12 – uzyskał 41 m i 42 m. Zwyciężył także w konkursie drużynowym. Później był drugi wśród rówieśników w konkursie o Puchar McDonald’s w Zakopanem. Zajął też drugie miejsce w zawodach Euroligi oraz wygrał Ogólnopolskie Spotkania UKS-ów i konkurs letniej ligi skokowej.
W grudniu odniósł zwycięstwo w konkursie „Beskidzkich Nadziei” w Goleszowie, a później wygrał także w zawodach Pucharu Prezesa Firmy Ustronianka na skoczni K-40 w Wiśle. Na obiekcie K-60, w wyższej kategorii wiekowej, został sklasyfikowany na szóstym miejscu.
18 stycznia zadebiutował w nowym krajowym cyklu Lotos Cup, startując w kategorii dzieci. Podczas konkursu w Wiśle uplasował się na drugiej pozycji. Później wystartował jeszcze w pięciu konkursach, wygrywając dwa z nich (oba w Zagórzu) i zajmując drugie miejsce w Wiśle. Dzięki zdobytym 427 pkt stanął na najniższym podium klasyfikacji generalnej, przegrywając z Klemensem Murańką i Bartłomiejem Kłuskiem.
W tym czasie wygrał również konkurs Pucharu Bieszczadów na skoczni K-20 w Zagórzu i kolejne zawody z serii „Nadziei Beskidzkich” w Goleszowie. W ogólnopolskich spotkaniach UKS-ów w Wiśle był trzeci.

### Sezon 2005/2006
W maju po raz pierwszy wygrał w Memoriale Tajnera, ponownie triumfował także w konkursie Turnieju Trzech Skoczni w Wiśle. W „Nadziejach Beskidzkich” zajął trzecie i drugie miejsce. W konkursie Pucharu Doskonałego Mleka na Maleńkiej Krokwi był trzynasty w swojej kategorii. W lipcu zajął drugie miejsce na tym samym obiekcie w konkursie Pucharu Crunchips. Na Małej Krokwi natomiast był tam dwunasty w wyższej grupie wiekowej.
30 lipca 2005 ponownie zdobył w Ga-Pa mistrzostwo świata dzieci, tym razem w kategorii do lat 13. Skakał na odległość 43 m i 42,5 m i wyprzedził o 1,7 pkt srebrnego medalistę Roka Justina. Dzień później zdobył tytuł w konkursie drużynowym.
We wrześniu na Ogólnopolskich Spotkaniach UKS-ów w Wiśle przegrał tylko ze Słowiokiem. W październiku natomiast zwyciężył w zawodach dla dzieci i młodzieży 30 Čokoládová Cena w czeskiej miejscowości Frenštát pod Radhoštěm, w kategorii roczników 1992–93 na skoczni K-45.
Od stycznia ponownie brał udział w Lotos Cup, tym razem w kategorii młodzików. Stanął na podium we wszystkich ośmiu konkursach, wygrywając dwa z nich – w Szczyrku i Zakopanem. W klasyfikacji generalnej był drugi, przegrywając o 100 punktów z Pawłem Słowiokiem.
11 lutego Byrt wygrał konkurs o Puchar Prezesa Firmy Ustronianka, w kategorii 1992–1993. W marcu był czwarty w Mistrzostwach TZN młodzików. Podczas konkursu o Puchar Prezesa Śląsko-Beskidzkiego Związku Narciarskiego uplasował się na drugiej lokacie w konkursie młodzików i piętnastej w zawodach seniorów. Na Ogólnopolskich Spotkaniach UKS-ów dwukrotnie był drugi, ulegając jedynie Słowiokowi.

### Sezon 2006/2007
W kwietniu 2006 wraz z bratem Kamilem uzyskali stypendia sportowe od fundacji państwa Małyszów.

Wiemy, że zarówno rodzice chłopców jak i oni sami potrafią jak mało kto docenić szansę, jaką się im stwarza poprzez comiesięczne dofinansowanie. Po rocznej współpracy zdajemy sobie również sprawę, że ogromny potencjał drzemie w braciach Byrt i jeżeli nadal będą ciężko pracować to już w niedługim czasie mają szansę stać się moimi godnymi następcami

Na początku sezonu letniego odniósł kilka zwycięstw w rywalizacji krajowej: wygrał w Memoriale Tajnera w Goleszowie, w zawodach „Nadziei Beskidzkich” w Szczyrku i w konkursie Turnieju Trzech Skoczni w Wiśle. Podczas Pucharu Doskonałego Mleka uplasował się na drugiej lokacie w konkursie młodzików na Maleńkiej Krokwi oraz był czwarty w konkursie juniorów młodszych na Małej Krokwi. Stanął też na podium w zawodach Pucharu Crunchips – był drugi na średnim obiekcie i trzeci na normalnym
29 lipca zwyciężył po raz trzeci w indywidualnym konkursie mistrzostw świata dzieci w Ga-Pa, w kategorii do lat 13, po oddaniu skoków na odległość 57,5 m i 58,5 m. Sukces powtórzył w konkursie zespołów.
5 sierpnia zajął piąte miejsce w zawodach młodzieżowych FIS w Hinterzarten, a pod koniec miesiąca zwyciężył takie zawody w Zakopanem. 22 września 2006 wygrał także na mistrzostwach uczniowskich klubów sportowych w Szczyrku, gdzie skoczył 49 m i 50,5 m.
15 października 2006 w letnich mistrzostwach Polski skoczył 71,0 m i zajął 34. miejsce w klasyfikacji seniorów. W klasyfikacji juniorów znalazł się na 12. miejscu.
2 lutego podczas konkursu Lotos Cup w Wiśle-Łabajowie skoczył 65,5 m w pierwszej serii i o trzy metry dalej w drugiej, dzięki czemu znalazł się na drugim stopniu podium. To samo miejsce zajął w kolejnym tamtejszym konkursie. Następnie wygrał dwa konkursy w Zakopanem, a w trzech kolejnych znalazł się na najniższym stopniu podium. W ostatnich zawodach sezonu, w Wiśle zajął drugie miejsce, takie same jak w klasyfikacji generalnej grupy wiekowej Junior C.
W FIS Cup zadebiutował 17 lutego 2007. Zajął wówczas 35. miejsce w Zakopanem po skoku na 75,5 m. Następnego dnia punktował, plasując się na 15. pozycji. Dzięki temu znalazł się na 129. miejscu w klasyfikacji generalnej sezonu 2006/2007.
W mistrzostwach Tatrzańskiego Związku Narciarskiego zwyciężył w kategorii Junior C, dzięki skokom na 71 m i 68 m. Na Mistrzostwach UKS-ów w marcu był trzeci. W marcu podczas zimowej edycji nieoficjalnych mistrzostw świata dzieci w Zakopanem zajął drugie miejsce w pierwszym z konkursów, ulegając tylko Stefanowi Kraftowi. W drugim z konkursów zajął czwartą lokatę.

### Sezon 2007/2008

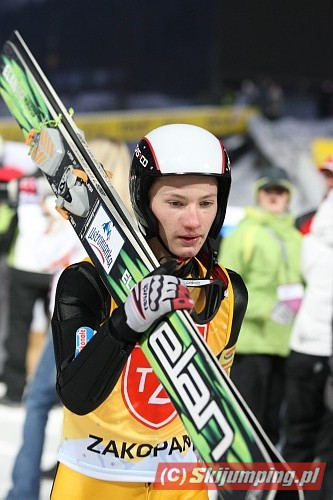
Byrt jako przedskoczek podczas PŚ w Zakopanem 2008

W sezonie 2007/2008 był członkiem kadry C reprezentacji Polski, prowadzonej przez Józefa Jarząbka.
W maju zajął drugie miejsce w klasyfikacji roczników 1992–1993 w Konkursie Prezesa Firmy Ustronianka w Wiśle. W czerwcu zwyciężył konkurs z okazji Dnia Dziecka w Szczyrku. W juniorskim Pucharze Doskonałego Mleka zajął pozycje 10. i 9. W lipcu uplasował się na 21. miejscu w konkursie o Pucharze Crunchips na Średniej Krokwi dla rocznika 1990 i niższych. W konkursie na Małej Krokwi dla młodszych zawodników był szósty.
28 lipca, podczas pierwszych w sezonie zawodów FIS Cup 2007/2008 zapunktował drugi raz w karierze, zajmując 16. miejsce po skokach na odległość 66 m i 66,5 m w Bischofshofen. W kolejnym konkursie w tej austriackiej miejscowości oddał krótszy skok i znalazł się na 42. pozycji. 11 sierpnia 2007 uplasował się na drugim miejscu w zawodach młodzieżowych w Hinterzarten. Pięć dni później zwyciężył w konkursie FIS Youth w Pragelato, skacząc 65,5 m (nowy rekord obiektu) i 63 m. Później dwukrotnie zajmował w tym cyklu czwarte miejsce: w Einsiedeln i Zakopanem.
W rozgrywanych 21 września 2007 zawodach o Puchar Solidarności cieszyński zawodnik skoczył 102 m i zajął 32. miejsce w klasyfikacji seniorów oraz 15. w klasyfikacji juniorów. W październiku plasował się na trzeciej pozycji w konkursie otwartym o Puchar Burmistrza Zagórza i w mistrzostwach UKS-ów. 13 października 2007 na Wielkiej Krokwi w Zakopanem, podczas letnich mistrzostw Polski skoczył 106,5 m i 105,0 m, dzięki czemu zajął dwudzieste siódme miejsce. Na tej samej pozycji uplasował się dzień później na normalnym obiekcie, gdzie oddał skoki na odległość 74,0 m i 73,0 m.
W grudniu Byrt powrócił do rywalizacji w FIS Cup. Odbyły się wówczas konkursy w Harrachovie, gdzie nie punktował (zajął 48. i 33. miejsce). Lepszy był jego występ w lutym w Szczyrku, gdzie w pierwszym konkursie oddał skoki na odległość 94,5 m i 86 m oraz zajął punktowane 23. miejsce. W drugim dniu zawodów skoczył w jedynej serii 86 m i znalazł się na 20. pozycji. W klasyfikacji generalnej uplasował się na 156. miejscu.
Tymczasem rywalizował również w zawodach krajowych. W pierwszych w karierze zimowych mistrzostwach Polski na dużej skoczni zajął 17. miejsce po skokach na 112,5 m i 116,0 m. Do Kamila Stocha, zdobywcy złotego medalu stracił 62,6 pkt.
W Lotos Cup 2008 wygrał pierwsze sześć konkursów – w Zagórzu, Wiśle i Zakopanem. Następnie w Zakopanem po raz pierwszy od trzech lat znalazł się poza podium tych zawodów, zajmując szóstą pozycję. W wieńczącym sezon konkursie w tym samym miejscu zajął trzecie miejsce. Pasmo zwycięstw pozwoliło mu zdobyć po raz pierwszy w karierze Lotos Cup.
17 stycznia wygrał kategorię roczników 1992–1993 w konkursie o Puchar Wisły. 10 marca 2008, podczas zawodów Lotos Grand Prix zajął uplasował się na drugim miejscu w klasyfikacji swojego rocznika, a dzień później wygrał, dzięki skokom na odległość 70 m i 71 m. Na mistrzostwach Tatrzańskiego Związku Narciarskiego zajął 31. miejsce w klasyfikacji seniorów po skoku na 92 m. W konkursie juniorów C na skoczni K-65 uplasował się na 6. pozycji.
1 marca zajął czwarte miejsce w młodzieżowym konkursie w Lahti. Na Zimowych Mistrzostwach Dzieci w Zakopanem dwukrotnie stał na podium. W pierwszym konkursie przegrał jedynie z Władimirem Zografskim, a w drugim był najlepszy, po skokach na 70 m i 71 m. 20 marca odbyły się Mistrzostwa Polski seniorów na obiekcie normalnym w Zakopanem. Nie zakwalifikował się do drugiej serii, kończąc konkurs na 31. miejscu ex aequo z Pawłem Słowiokiem, ze skokiem na 78,0 m i stratą 163 pkt do zwycięzcy, Adama Małysza.

### Sezon 2008/2009
W maju wygrał w swojej kategorii trzy imprezy krajowe rozgrywane na skoczniach K-40 w Zagórzu i Wiśle. Były to: Mistrzostwa Podkarpackiego OZN, Puchar Burmistrza Zagórza i Międzywojewódzkie Mistrzostwa Młodzików. W lipcu stanął na drugim stopniu podium w zawodach o Wielki Puchar Crunchips na Małej Krokwi dla zawodników z roczników 1993-1994. Przegrał jedynie z Grzegorzem Miętusem. Na normalnej skoczni, w konkursie wyższej kategorii wiekowej, zajął miejsce siódme. W trakcie całego lata wygrał także cztery konkursy „Nadziei Beskidzkich”.
Wziął udział w jednym konkursie FIS Cup 2008/2009 – 9 sierpnia w Szczyrbskim Jeziorze, gdzie znalazł się na 31. miejscu.
7 września 2008 uplasował się na siedemnastej pozycji w zawodach o Puchar Solidarności w klasyfikacji ogólnej i na czwartej w tabeli juniorów. 27 września zajął 27. miejsce w letnich mistrzostwach Polski seniorów na dużej skoczni w Wiśle, po skokach na 98,0 m i 96,0 m. 31 stycznia 2009 zdobył srebrny medal w konkursie juniorów na mistrzostwach Śląsko-Beskidzkiego Okręgowego Związku Narciarskiego, dzień później zajął czternaste miejsce w konkursie seniorów na dużej skoczni. 14 lutego, uzyskując odległości 101,5 m i 95,5 m zajął 18. pozycję na mistrzostwach Polski.
Tamtej zimy Byrt odniósł zwycięstwo w klasyfikacji generalnej Lotos Cup, w grupie Junior C. W dwóch pierwszych konkursach w Zagórzu zajął drugie miejsce, następnie wygrał w Wiśle, po czym trzykrotnie stawał na najniższym stopniu podium (w Wiśle i Szczyrku). Końcową wygraną zapewniły mu marcowe zawody w Zakopanem, gdzie dwa razy wygrał.
17 lutego na IX Zimowym Europejskim Festiwalu Młodzieży w Szczyrku skoczył 94,4 m i 92 m, dzięki czemu zajął 17. miejsce podczas konkursu indywidualnego. W drużynie Polacy zajęli piąte miejsce, a Byrt uzyskał najniższą notę w zespole (po pierwszym skoku o długości 92 m, w drugiej kolejce uzyskał 74,5 m – żaden z pozostałej trójki reprezentantów Polski nie oddał w konkursie próby poniżej 90 m)
8 marca w Zakopanem wystartował w nieoficjalnych zimowych mistrzostwach świata dzieci. Zajął 7. i 9. miejsce. Dwa dni później wygrał na obiekcie K-70 w Szczyrku Ogólnopolskie Spotkania UKS w kategorii 1993–1994. 15 marca zajął dziewiąte miejsce w mistrzostwach TZN na dużej skoczni w kategorii seniorów i zdobył srebro w klasyfikacji Junior C na obiekcie K-65. Na normalnej skoczni znalazł się na 5. miejscu.

### Sezon 2009/2010
8 października podczas Letniego Pucharu Lotos skoczył 84 m w pierwszej serii oraz 94,5 m w drugiej, dzięki czemu zdobył srebrny medal. Dwa dni później na letnich mistrzostwach Polski na Średniej Krokwi zajął 23. pozycję, po skoku na 78 m i 77 m. Następnego dnia był dziewiąty na dużej skoczni (oddał skoki na 118 m i 121 m).
W Pucharze FIS 2009/2010 wystąpił sześciokrotnie. 12 września podczas zawodów w Szczyrbskim Jeziorze zajął 4. miejsce po skokach oddanych na 89 m i 89,5 m. Do Jana Ziobry, który stanął na najniższym stopniu podium stracił 4,5 pkt. Dzień później Byrt znalazł się na 7. pozycji. W styczniu pojawił się na konkursach w Harrachovie (sklasyfikowano go na 23. i 27. miejscu) i w Szczyrku, gdzie zanotował 17. i 13. pozycję. Uplasował się na 32. miejscu w klasyfikacji generalnej ze 132 punktami.
26 grudnia 2009 podczas rozgrywanych na skoczni Skalite w Szczyrku mistrzostw Polski znalazł się na 36. miejscu, tracąc 66 punktów do złotego medalisty, Adama Małysza. W styczniu wygrał konkurs o Puchar Wisły. W lutym natomiast zajął ósme miejsce w zawodach Ogólnopolskiej Olimpiady Młodzieży, rozgrywanej na skoczniach w Karpaczu i Lubawce.
W edycji Lotos Cup z 2010 po raz trzeci wygrał klasyfikację generalną, tym razem w grupie Junior B. Wyprzedził Aleksandra Zniszczoła o 35 pkt. Byrt zwyciężał w trzech pierwszych konkursach (w Wiśle i Szczyrku). Następnie znalazł się na szóstej i drugiej pozycji w Szczyrku. W zawodach w Zakopanem zajął drugą i pierwszą pozycję.

### Sezon 2010/2011
W sezonie 2010/2011 został członkiem kadry młodzieżowej Adama Celeja.
24 lipca 2010 podczas drużynowego konkursu letnich mistrzostw Polski w skokach narciarskich ustanowił nowy rekord skoczni Skalite w Szczyrku, który wynosił 109 metrów – jego zespół KS Wisła Ustronianka zdobył srebrny medal. Podczas konkursów indywidualnych w ramach tych mistrzostw zajął 13. i 7. miejsce. Kilka dni wcześniej wygrał w Zakopanem konkurs o Wielki Puchar Crunchips w swojej kategorii wiekowej. Natomiast w sierpniowym Pucharze Burmistrza Zakopanego zajął szóste miejsce, skacząc na 120,5 m i 111 m
Zarówno Letnie Grand Prix 2010 jak i Letni Puchar Kontynentalny 2010 rozpoczął od dyskwalifikacji. W LGP został zdyskwalifikowany w kwalifikacjach (w których skoczył 113 m) za niewłaściwy sprzęt. Nie brał udziału w dalszych konkursach Grand Prix, natomiast występował regularnie w LPK. W trzech pierwszych konkursach punktował, zajmując 28. miejsce w Courchevel oraz 16. i 17. miejsce w Lillehammer. Potem uplasował się na 54. i 31. miejscu w Oslo. 25 września zanotował lepszy występ plasując się na 5. miejscu zawodów w Ałmaty, osiągając odległości 125 m i 135 m. Następnego dnia, w pierwszej próbie skoczył 99 m i zajmował czwarte miejsce. W drugiej uzyskał 98 m i po raz pierwszy w życiu stanął na podium w międzynarodowych zawodach FISu, zajmując 3. miejsce. Razem z nim na najniższym stopniu podium stanął Łukasz Rutkowski. Byrt ostatecznie zajął 23. miejsce w klasyfikacji generalnej cyklu, z dorobkiem 170 pkt.
W krajowym Pucharze Jesieni zajął 14. miejsce w klasyfikacji generalnej, biorąc udział w czterech spośród ośmiu konkursów i zdobywając 144 punkty. W zawodach o Puchar Zimy zajął 3. i 6. miejsce.
W zimowym Pucharze Kontynentalnym zadebiutował 27 grudnia w Engelbergu – zajął wówczas 44. miejsce. Następnego dnia po raz pierwszy zapunktował, po skokach na odległość 123 m i 127,5 m zajmując 22. pozycję. Oznaczało to dla niego możliwość startu w Pucharze Świata. Podczas startu w konkursie PK w Sapporo znalazł się na dziewiątym miejscu (osiągnął 116 m i 111,5 m). Podczas dwóch następnych konkursów w tej japońskiej miejscowości zajmował miejsca w drugiej dziesiątce. W koreańskim Pjongczang był 24. w pierwszym konkursie, a w drugim – po skokach na 123 m i 128,5 m – szósty.

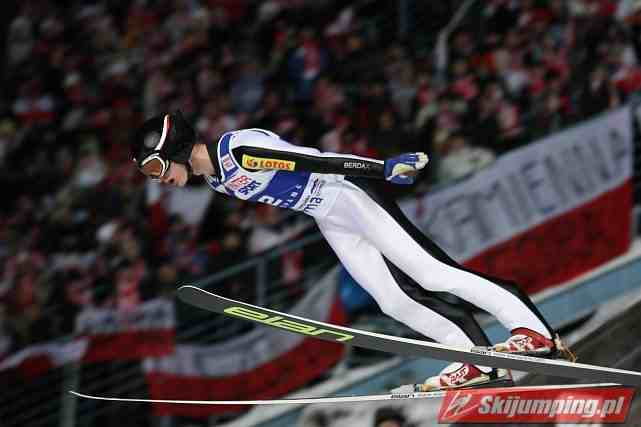
Byrt podczas drugiego z konkursów PŚ w Zakopanem

W Pucharze Świata zadebiutował 21 stycznia 2011 w Zakopanem, korzystając z przywileju wystawienia przez kraj organizujący konkurs dodatkowych zawodników. Skacząc jako reprezentant grupy krajowej zakwalifikował się do piątkowego i sobotniego konkursu. W pierwszym z nich był 40. po skoku na 119 m, a w drugim – 43., po próbie o trzy metry krótszej. W niedzielnych (23 stycznia) zawodach startował już w pierwszej reprezentacji i zdobył swoje pierwsze 2 punkty do klasyfikacji generalnej. Po pierwszej serii, w której skoczył na odległość 116 m, był 23.. W finałowej uzyskał 111,5 m i spadł na 29. miejsce. Przyznał, że zeskok był miękki, co utrudniało fazę odjazdu.

Jestem bardzo zadowolony, nie tylko z dzisiaj, ale i wszystkich występów podczas tego weekendu w Zakopanem. (...) Forma idzie w górę i jest szansa na jeszcze kilka punktów. Ale najbardziej chciałabym poskakać na mamucie.

Wziął udział w Mistrzostwach Świata Juniorów 2011 w estońskiej miejscowości Otepää, gdzie po skokach na 92,5 m i 78,5 m zajął 24. miejsce w zawodach indywidualnych. W konkursie drużynowym Polska, z Byrtem w składzie, zajęła 4. miejsce. Osiągnął tam odległości 91 m i 93 m i uzyskał najlepszą notę w zespole. Strata do trzecich Norwegów wyniosła 5 pkt.
Znalazł się w reprezentacji na zaliczany do Pucharu Świata FIS Team Tour 2011. 2 lutego w Klingenthal zajął 42. miejsce. Trzy dni później zadebiutował w zawodach lotniczych, w Oberstdorfie. W kwalifikacjach był trzydziesty, skacząc na 169,5 m. Wcześniej w treningu uzyskał 173,5 m, co było jego nowym rekordem osobistym. W konkursie głównym powtórzył odległość z kwalifikacji i zajął 35. miejsce.

Strach był nie tylko przed pierwszym skokiem, ale nawet i przed trzecim. To nowa skocznia i to jeszcze bardzo duża, ale poradziłem sobie w miarę dobrze.

Na ogólnopolskiej olimpiadzie młodzieży w Zakopanem zdobył brązowy medal w konkursie indywidualnym juniorów młodszych na skoczni normalnej i srebrny w konkursie drużynowym. Na dużej skoczni po skokach na 132 m i 133 m zdobył złoto, uzyskując nad drugim Klemensem Murańką 26,4 pkt przewagi.
19 lutego odbył się indywidualny konkurs o mistrzostwo Polski w 2011 na skoczni normalnej w Szczyrku. Zawody te miały zadecydować czy Byrt, czy Dawid Kubacki dołączy do składu reprezentacji Polski na MŚ. Tomasz Byrt wywalczył srebrny medal po skokach na odległość 100,5 m i 94,5 m. Zwycięzca – Kamil Stoch wyprzedził go o 19 punktów. Byrt uznał swoje próby za dobre i podkreślił, że wiatr sprzyjał mu w pierwszej serii konkursowej.

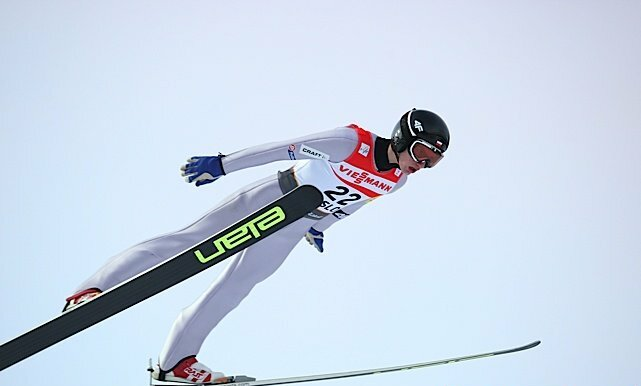
Tomasz Byrt podczas treningu w Oslo

Byrt pojechał na Mistrzostwach Świata 2011 w Oslo. W trakcie treningów najlepszą uzyskaną przez niego odległością było 102,5 m. Został wybrany przez trenera do składu na kwalifikacje konkursu indywidualnego. W nich uzyskał 94 m, które zapewniły mu awans z 24. miejsca. Był drugim najmłodszym skoczkiem w konkursie. 26 lutego rozegrano główny konkurs. Byrt zajął w nim ostatnie, 50. miejsce, po skoku na 80,5 m.

Skakałem w złych warunkach, ale to nie jest usprawiedliwienie, to był po prostu bardzo zły skok i tyle

W składzie na konkurs drużynowy Byrta zastąpił Stefan Hula, podobnie jak w konkursach na skoczni dużej.
Dnia 12 marca 2011 wraz z drużyną zajął trzecie miejsce podczas drużynowego konkursu Pucharu Świata w fińskim Lahti. Skakał na odległość 112,5 m i 114 m. W indywidualnym konkursie był 42.
18 marca w zawodach Pucharu Świata odbywających się w Planicy zajął 33. miejsce, po skoku na 178,5 m. Wcześniej w kwalifikacjach ustanowił nowy rekord życiowy – 198,5 m. Sezon ukończył na 78. miejscu w klasyfikacji generalnej PŚ, z dwoma punktami.
Sezon uznał za najlepszy w dotychczasowej karierze, podkreślając się, że nie spodziewał się, iż osiągnie takie rezultaty jeszcze jako uczeń.

### Sezon 2011/2012

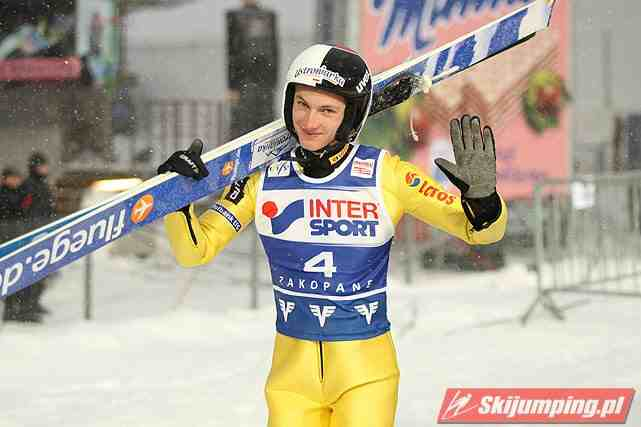
Tomasz Byrt podczas konkursu PŚ w Zakopanem

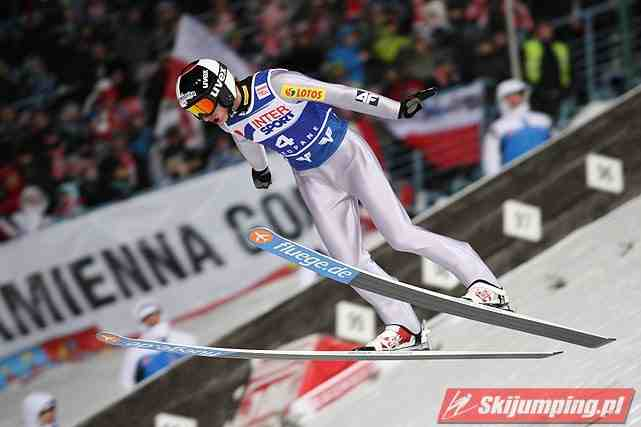
Tomasz Byrt podczas konkursu PŚ w Zakopanem

W sezonie 2011/2012 został członkiem głównej kadry narodowej Łukasza Kruczka.

Tomek swoimi wynikami zasłużył na awans. To, co pokazał w ostatnim sezonie sprawia, że nie ma najmniejszych wątpliwości, że powinien znaleźć się w kadrze A.

Lato 2011 Tomasz Byrt rozpoczął 30 lipca od zawodów Letniego Pucharu Kontynentalnego 2011 w Courchevel, gdzie skoczył 95 m i zajął 52. miejsce. Dzień później w tej francuskiej miejscowości uplasował się na 11. miejscu, po skokach na 118,5 m i 127,5 m.
17 sierpnia poinformowano, że znalazł się on w składzie na zawody Letniej Grand Prix 2011 w Hakubie i Ałmaty. Podczas pierwszego z japońskich konkursów uplasował się na 15. pozycji, oddając próby na odległość 123,5 m w pierwszej serii i o pół metra więcej w drugiej. W drugim był jedenasty, skacząc na 127 m i 124 m. W konkursie rozegranym w Kazachstanie był ósmy, a jego skoki zostały zmierzone na 119 m i 123 m. Były to jego jedyne występy w tamtej edycji LGP. W klasyfikacji generalnej tego cyklu zebrał 72 punkty i był 31. w klasyfikacji.
W dniach 10–11 września podczas konkursów LPK w Trondheim zajął 18. i 23. miejsce. W rozgrywanych 17 września na Wielkiej Krokwi mistrzostwach Polski zajął 11. miejsce, po skokach na odległość 122,5 m i 106 m. 24 września w Klingenthal uplasował się na dziewiątym miejscu w konkursie Letniego Pucharu Kontynentalnego. Oddał wówczas skoki na odległość: 124,5 m i 126 m. Następnego dnia był 44. W klasyfikacji generalnej zajął finalnie 32. miejsce z dorobkiem 74 punktów.
Sezon zimowy rozpoczął od startu w Pucharze Kontynentalnym w Rovaniemi pod koniec listopada. Nie zapunktował, był 36. W połowie grudnia w Ałmaty (gdzie występował już w lecie) zdobył pierwsze tamtej zimy punkty, zajmując 16. miejsce w pierwszym konkursie (skoki na 119,5 m i 129 m) i 8. miejsce w drugim (skoki na 127,5 m i 127 m).
18 grudnia 2011 stanął na swoim pierwszym podium zawodów zimowego Pucharu Kontynentalnego. Miało to miejsce na zawodach w tureckim Erzurum. Po skokach na 139,5 m i 138,5 m ustąpił tylko Atle Pedersenowi Rønsenowi (o 6,1 pkt). Dzień wcześniej Byrt był tam siódmy. Następnie jednak, podczas rundy w Engelbergu nie punktował – zajął tam 47. i 49. miejsce.

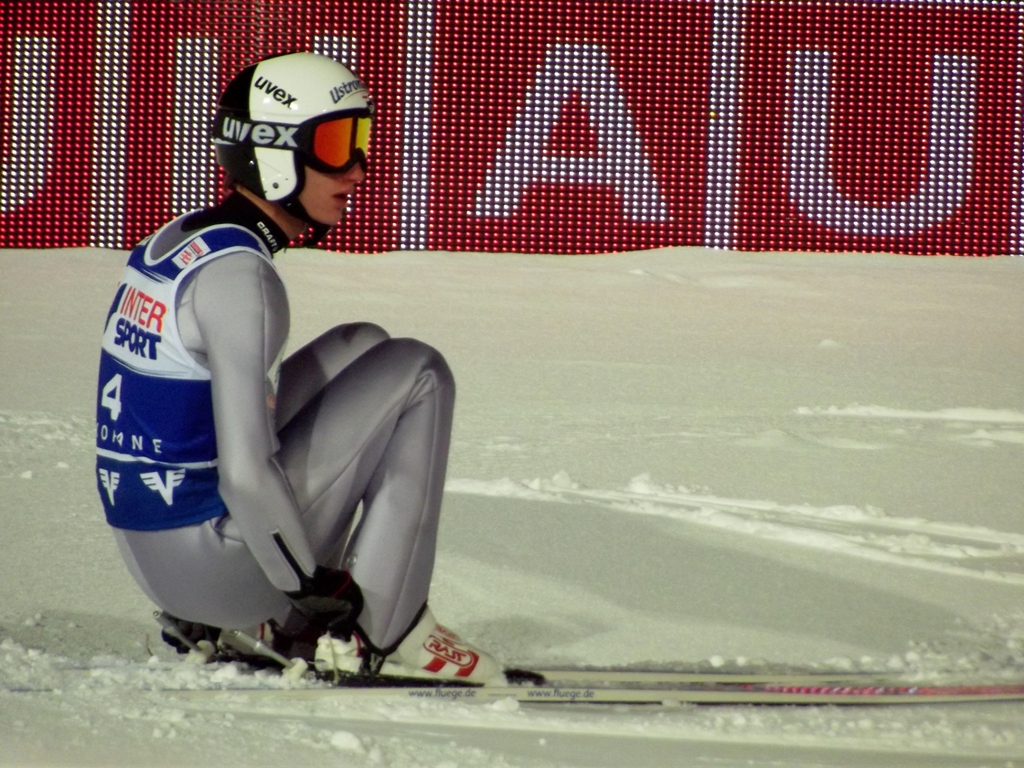
Podczas zawodów Pucharu Świata w Zakopanem

15 stycznia 2012 pierwszy raz w sezonie wystąpił w zawodach Pucharu Świata w austriackim Tauplitz. Odbyły się tam lotnicze zawody z udziałem wszystkich zgłoszonych zawodników (ze względu na warunki atmosferyczne kwalifikacje zostały odwołane) W pierwszym, jednoseryjnym konkursie skoczył 146,5 m i zajął 43. miejsce. W drugim 149 m i był 46. Na zawodach w Zakopanem, pięć dni później, jak przed rokiem wystąpił w ramach rozszerzonej kwoty startowej dla gospodarzy. Skoczył pierwszego dnia 115,5 m i zajął 44. miejsce, a drugiego 110 m, za co sklasyfikowano go na 46. pozycji. Następnie powrócił do startów w PK. W Bischofshofen przedłużył serię występów bez punktów o dwa konkursy – był 43. i 56. 12 lutego wystąpił w konkursie FIS Team Tour 2012 w Willingen. Skończył te zawody na 38. miejscu (skok na 122,5 m). Był to jego ostatni występ w tamtej edycji PŚ, a więc w odróżnieniu od poprzedniego roku, nie zdobywając punktu nie został sklasyfikowany w tabeli generalnej. Byrt był co prawda zgłoszony do konkursu w Klingenthal, gdzie w kwalifikacjach był trzynasty, jednak zawody te zostały odwołane.
Na ogólnopolskiej olimpiadzie młodzieży na Dolnym Śląsku zdobył złoty medal w konkursie drużynowym, srebrny w konkursie indywidualnym na dużej skoczni i brązowy na normalnej.
W rozgrywanym 23 lutego konkursie indywidualnym Mistrzostw Świata Juniorów 2012 Byrt uplasował się na 14. miejscu, po skokach na 101 m i 102 m. W konkursie drużynowym natomiast skoczył na 99 m i 97 m i razem z reprezentacją zdobył srebrny medal.
W marcu wystąpił jeszcze w czterech konkursach Pucharu Kontynentalnego. W pierwszym konkursie w Predazzo, zamknął punktowaną trzydziestkę skokami na 122 m i 114 m. W drugim, jednoseryjnym skoczył 129 m i był dziesiąty. W finale Pucharu w Kuopio skakał pierwszego dnia na 108,5 m i 109,5 m, co dało mu 15. lokatę; drugiego zaś na 119 m i 112,5 m – wówczas był siódmy. W klasyfikacji generalnej tego cyklu zdobył łącznie 242 punkty, dzięki czemu zajął 27. pozycję.

### Sezon 2012/2013
Na początku sezonu letniego w 2012 roku został odsunięty z kadry młodzieżowej Roberta Matei i zawieszony w prawach zawodnika z powodu nierealizowania planu treningowego i samowolnego opuszczania konsultacji szkoleniowych. Odebrano mu stypendium, które otrzymywał w wysokości 1380 zł.

Zrobiłem sobie przerwę w skokach. To moja wina. Sam się w sobie pogubiłem. Nie wiem, co mi strzeliło do głowy, ale to chyba nie jest powód, żeby tak szybko zabrać mi stypendium. Po wakacjach, wracam do trenowania. Nic nie mam na swoje usprawiedliwienie.

Powrócił do treningów w klubie, z Janem Szturcem, we wrześniu, jednak systematycznie uczęszczał na nie jedynie ok. dwóch miesięcy. Sezon rozpoczął pod koniec grudnia w konkursach krajowych. 26 grudnia 2012 wziął udział w konkursie świątecznym w Wiśle. Uplasował się na dwunastej pozycji po oddaniu dwóch skoków na odległość 116,5 m. Dwa dni później uplasował się na 6. miejscu w zawodach Lotos Cup w Szczyrku (startował w kategorii Junior A), powracając do rywalizacji w tej krajowej serii po trzech latach. Oddał skoki na odległość 90 m i 95,5 m. 30 grudnia zajął trzecie miejsce w klasyfikacji Junior A w konkursie o Puchar Wisły, skacząc na 115,5 m.
Na początku stycznia 2013 Byrt skakał w dwóch konkursach Pucharu Kontynentalnego w Zakopanem, jednak w obu został zdyskwalifikowany za nieprawidłowy kombinezon. 25 stycznia rozegrano dwa jednoseryjne konkursy Lotos Cup na skoczni K-65 w Wiśle. W obu Byrt uplasował się na drugiej pozycji.
Na początku lutego wystartował w ogólnopolskiej olimpiadzie młodzieży w Skalitem. W konkursach indywidualnych zajął szóste i dziewiąte miejsce. W konkursie drużynowym zdobył tytuł mistrzowski.
W dniach 9-10 lutego startował w zawodach FIS Cup na Wielkiej Krokwi, zajmując 55. i 52. miejsce. Trzy dni później na tej samej skoczni został sklasyfikowany na szóstej lokacie w konkursie Lotos Cup. W trakcie tego sezonu przerwał karierę zawodniczą

### 2013-2015
W kwietniu 2013 przyznał, że chce wrócić do kadry młodzieżowej i przeprosił Roberta Mateję. Jego klubowy trener Jan Szturc stwierdził, że – jako duży talent – po roku systematycznych treningów będzie w stanie osiągnąć formę pozwalającą mu na powrót do reprezentacji. Nie startował w sezonie 2013/2014. W następnym Byrt ponownie nie znalazł się w składzie żadnej z kadr narodowych.
27 lipca 2014 pojawił się na starcie VI Memoriału Olimpijczyków w Szczyrku, gdzie po skoku na 80 m uplasował się na 43. miejscu spośród 55 startujących. 13 września w zakopiańskim Pucharze Solidarności był również 21.. W Pucharze Prezesa PZN zajął szesnaste miejsce, plasując się na 21. miejscu w sierpniowych zawodach i na 22. w październikowych.
W konkursie Letnich Mistrzostw Polski 2014 w Szczyrku zajął 34. miejsce, po skoku na 79,5 m. 21 grudnia wziął udział w konkursie FIS Cup w Szczyrbskim Jeziorze. Zajął 22. miejsce, ex aequo z Dawidem Jarząbkiem. Dwa dni później skakał w Mistrzostwach Polski 2014 w Wiśle, gdzie uplasował się na osiemnastej pozycji. 3 stycznia 2015 na Mistrzostwach TZN na Wielkiej Krokwi uplasował się na jedenastym miejscu. Następnie wystąpił w zawodach FIS Cup na tym samym obiekcie. Sklasyfikowano go na 34. i 13. pozycji.
Na przełomie stycznia i lutego został powołany na konkursy Pucharu Kontynentalnego w Zakopanem. W pierwszym z nich zajął 24. miejsce, zaś w drugim był trzynasty. Były to jego pierwsze punkty w PK od marca 2012. Kilka dni później wziął też udział w konkursie PK w Brotterode, gdzie uplasował się na 29. pozycji. Zdobyte punkty dały mu 88. miejsce w klasyfikacji łącznej. Wystartował również w krajowym cyklu Lotos Cup, gdzie triumfował w siedmiu z ośmiu konkursów w grupie Senior oraz w klasyfikacji generalnej tej kategorii wiekowej. 24 marca na Wielkiej Krokwi w Zimowych Mistrzostwach Polski 2015 zajął dziesiąte miejsce.
Byrt przyznał, że brak stabilizacji formy w tamtym sezonie miał związek z niedostateczną ilością treningu w lecie, co wywarło wpływ na jego przygotowanie motoryczne.

### Sezon 2015/2016
30 maja 2015 wziął udział w Memoriale Tadeusza Pawlusiaka w Szczyrku, gdzie zajął czwarte miejsce. W lipcu na tym samym obiekcie był 20. w Memoriale Olimpijczyków, a w LMP 2015 w Wiśle uplasował się na 25. miejscu. W sierpniu wrócił do rywalizacji międzynarodowej, będąc powołanym na konkursy FIS Cup w Szczyrku. Uplasował się na 22. i 9. miejscu. Na jesieni wziął udział w zawodach z cyklu o Puchar Prezesa PZN w Zakopanem, gdzie zajął siódme miejsce. Ponadto wystartował w konkursie na normalnej skoczni LMP w Szczyrku, gdzie był 17.
W styczniu ponownie został powołany na zawody FIS Cup – tym razem w Zakopanem, jednak tym razem nie punktował, plasując się w okolicach 40. miejsca. W krajowym cyklu Lotos Cup wystartował we wszystkich siedmiu konkursach przewidzianych dla kategorii Senior, zwyciężając w dwóch z nich. Zajął czwarte miejsce w tabeli łącznej. W lutym wystartował w Pucharze Kontynentalnym w Zakopanem, zajmując w pierwszym konkursie 32. miejsce po skoku na 116 m, a w drugim będąc zdyskwalifikowanym. Na koniec sezonu wziął udział w Zimowych Mistrzostwach Polski 2016 w Wiśle. Indywidualnie uplasował się na jedenastej lokacie – niższej o jedną niż rok wcześniej. Natomiast w konkursie drużynowym zdobył swój czwarty w karierze krążek krajowego czempionatu, zajmując trzecie miejsce po skokach na 123,5 m i 123 m. Wraz z nim na najniższym stopniu podium stanęli Artur Kukuła, Aleksander Zniszczoł i Piotr Żyła.
Po sezonie 2015/2016 postanowił zawiesić karierę na czas nieokreślony.

## Mistrzostwa świata

### Indywidualnie
| 2011 Oslo | – | 50. miejsce (K-95) |

### Starty T. Byrta na mistrzostwach świata – szczegółowo
| Miejsce | Dzień     | Rok  | Miejscowość | Skocznia      | Punkt K | HS     | Konkurs  | Skok 1 | Skok 2 | Nota     | Strata    | Zwycięzca          |
| ------- | --------- | ---- | ----------- | ------------- | ------- | ------ | -------- | ------ | ------ | -------- | --------- | ------------------ |
| 50.     | 26 lutego | 2011 | Oslo        | Midtstubakken | K-95    | HS-106 | indywid. | 80,5 m | –      | 76,9 pkt | 192,3 pkt | Thomas Morgenstern |

## Mistrzostwa świata juniorów

### Indywidualnie
| 2011 Otepää  | – | 24. miejsce |
| 2012 Erzurum | – | 14. miejsce |

### Drużynowo
| 2011 Otepää  | – | 4. miejsce    |
| 2012 Erzurum | – | srebrny medal |

### Starty T. Byrta na mistrzostwach świata juniorów – szczegółowo
| Miejsce | Dzień       | Rok  | Miejscowość | Skocznia       | Punkt K | HS     | Konkurs  | Skok 1  | Skok 2  | Nota                  | Strata   | Zwycięzca          |
| ------- | ----------- | ---- | ----------- | -------------- | ------- | ------ | -------- | ------- | ------- | --------------------- | -------- | ------------------ |
| 24.     | 28 stycznia | 2011 | Otepää      | Tehvandi       | K-90    | HS-100 | indywid. | 92,5 m  | 78,5 m  | 205,5 pkt             | 49,5 pkt | Władimir Zografski |
| 4.      | 30 stycznia | 2011 | Otepää      | Tehvandi       | K-90    | HS-100 | druż.    | 91,0 m  | 93,0 m  | 871,0 pkt (236,5 pkt) | 49,5 pkt | Austria            |
| 14.     | 23 lutego   | 2012 | Erzurum     | Kiremitliktepe | K-95    | HS-109 | indywid. | 101,0 m | 102,0 m | 254,5 pkt             | 32,0 pkt | Nejc Dežman        |
| 2.      | 25 lutego   | 2012 | Erzurum     | Kiremitliktepe | K-95    | HS-109 | druż.    | 99,0 m  | 97,0 m  | 985,5 pkt (240,5 pkt) | 3,0 pkt  | Norwegia           |

## Zimowy olimpijski festiwal młodzieży Europy

### Indywidualnie
| 2009 Szczyrk | – | 17. miejsce |

### Drużynowo
| 2009 Szczyrk | – | 5. miejsce |

### Starty T. Byrta na zimowym olimpijskim festiwalu młodzieży Europy – szczegółowo
| Miejsce | Dzień     | Rok  | Miejscowość | Skocznia | Punkt K | HS     | Konkurs  | Skok 1 | Skok 2 | Nota                  | Strata    | Zwycięzca   |
| ------- | --------- | ---- | ----------- | -------- | ------- | ------ | -------- | ------ | ------ | --------------------- | --------- | ----------- |
| 17.     | 17 lutego | 2009 | Szczyrk     | Skalite  | K-95    | HS-106 | indywid. | 94,5 m | 92,0 m | 219,5 pkt             | 50,0 pkt  | Peter Prevc |
| 5.      | 19 lutego | 2009 | Szczyrk     | Skalite  | K-95    | HS-106 | druż.    | 94,0 m | 74,5 m | 855,5 pkt (177,5 pkt) | 112,0 pkt | Słowenia    |

## Puchar Świata

### Miejsca w klasyfikacji generalnej
| Sezon     | Miejsce |
| --------- | ------- |
| 2010/2011 | 78.     |

### Miejsca w poszczególnych konkursach indywidualnychPucharu Świata
| Źródło | Źródło            | Źródło            | Źródło            | Źródło          | Źródło          | Źródło          | Źródło           | Źródło                       | Źródło          | Źródło              | Źródło                | Źródło                | Źródło         | Źródło         | Źródło         | Źródło         | Źródło         | Źródło          | Źródło            | Źródło           | Źródło          | Źródło          | Źródło      | Źródło        | Źródło        | Źródło | Źródło | Źródło | Źródło | Źródło | Źródło | Źródło | Źródło | Źródło | Źródło | Źródło | Źródło | Źródło | Źródło | Źródło | Źródło | Źródło | Źródło | Źródło | Źródło | Źródło | Źródło | Źródło | Źródło |
| --- | ----------------- | ----------------- | ----------------- | --------------- | --------------- | --------------- | ---------------- | ---------------------------- | --------------- | ------------------- | --------------------- | --------------------- | -------------- | -------------- | -------------- | -------------- | -------------- | --------------- | ----------------- | ---------------- | --------------- | --------------- | ----------- | ------------- | ------------- | ------ | ------ | ------ | ------ | ------ | ------ | ------ | ------ | ------ | ------ | ------ | ------ | ------ | ------ | ------ | ------ | ------ | ------ | ------ | ------ | ------ | ------ | ------ | ------ |
| Sezon 2010/2011 |                   |                   |                   |                 |                 |                 |                  |                              |                 |                     |                       |                       |                |                |                |                |                |                 |                   |                  |                 |                 |             |               |               |        |        |        |        |        |        |        |        |        |        |        |        |        |        |        |        |        |        |        |        |        |        |        |        |
| Ruka HS142 | Kuopio HS127      | Lillehammer HS138 | Lillehammer HS138 | Engelberg HS137 | Engelberg HS137 | Engelberg HS137 | Oberstdorf HS137 | Garmisch-Partenkirchen HS140 | Innsbruck HS130 | Bischofshofen HS140 | Harrachov HS205       | Harrachov HS205       | Sapporo HS134  | Sapporo HS134  | Zakopane HS134 | Zakopane HS134 | Zakopane HS134 | Willingen HS145 | Klingenthal HS140 | Oberstdorf HS213 | Vikersund HS225 | Vikersund HS225 | Lahti HS130 | Planica HS215 | Planica HS215 | punkty |        |        |        |        |        |        |        |        |        |        |        |        |        |        |        |        |        |        |        |        |        |        |        |
| - | -                 | -                 | -                 | -               | -               | -               | -                | -                            | -               | -                   | -                     | -                     | -              | -              | 40             | 43             | 29             | -               | 42                | 35               | -               | -               | 42          | 33            | -             | 2      |        |        |        |        |        |        |        |        |        |        |        |        |        |        |        |        |        |        |        |        |        |        |        |
| Sezon 2011/2012 |                   |                   |                   |                 |                 |                 |                  |                              |                 |                     |                       |                       |                |                |                |                |                |                 |                   |                  |                 |                 |             |               |               |        |        |        |        |        |        |        |        |        |        |        |        |        |        |        |        |        |        |        |        |        |        |        |        |
| Ruka HS142 | Lillehammer HS100 | Lillehammer HS138 | Harrachov HS142   | Harrachov HS142 | Engelberg HS137 | Engelberg HS137 | Oberstdorf HS137 | Garmisch-Partenkirchen HS140 | Innsbruck HS130 | Bischofshofen HS140 | Bad Mitterndorf HS200 | Bad Mitterndorf HS200 | Zakopane HS134 | Zakopane HS134 | Sapporo HS134  | Sapporo HS134  | Predazzo HS134 | Predazzo HS134  | Willingen HS145   | Oberstdorf HS213 | Lahti HS97      | Trondheim HS140 | Oslo HS134  | Planica HS215 | Planica HS215 | punkty |        |        |        |        |        |        |        |        |        |        |        |        |        |        |        |        |        |        |        |        |        |        |        |
| - | -                 | -                 | -                 | -               | -               | -               | -                | -                            | -               | -                   | 43                    | 46                    | 44             | 46             | -              | -              | -              | -               | 38                | -                | -               | -               | -           | -             | -             | 0      |        |        |        |        |        |        |        |        |        |        |        |        |        |        |        |        |        |        |        |        |        |        |        |
| Legenda |                   |                   |                   |                 |                 |                 |                  |                              |                 |                     |                       |                       |                |                |                |                |                |                 |                   |                  |                 |                 |             |               |               |        |        |        |        |        |        |        |        |        |        |        |        |        |        |        |        |        |        |        |        |        |        |        |        |
| 1 2 3 4-10 11-30 poniżej 30 dq – dyskwalifikacja q – dyskwalifikacja w kwalifikacjach q – zawodnik nie zakwalifikował się - – zawodnik nie wystartował |                   |                   |                   |                 |                 |                 |                  |                              |                 |                     |                       |                       |                |                |                |                |                |                 |                   |                  |                 |                 |             |               |               |        |        |        |        |        |        |        |        |        |        |        |        |        |        |        |        |        |        |        |        |        |        |        |        |

### Miejsca na podium w konkursach drużynowych Pucharu Świata chronologicznie
| Lp. | Dzień    | Rok  | Miejscowość | Skocznia     | Punkt K | HS     | Skład | Skok 1  | Skok 2  | Nota                   | Lok. | Strata   | Zwycięzca |
| --- | -------- | ---- | ----------- | ------------ | ------- | ------ | ----- | ------- | ------- | ---------------------- | ---- | -------- | --------- |
| 1.  | 12 marca | 2011 | Lahti       | Salpausselkä | K-116   | HS-130 | [ g ] | 112,5 m | 114,0 m | 1028,3 pkt (218,2 pkt) | 3.   | 57,7 pkt | Austria   |

### Miejsca w poszczególnych konkursach drużynowychPucharu Świata
| Źródło                                           | Źródło          | Źródło          | Źródło          | Źródło          | Źródło     | Źródło          | Źródło           | Źródło      | Źródło        |
| ------------------------------------------------ | --------------- | --------------- | --------------- | --------------- | ---------- | --------------- | ---------------- | ----------- | ------------- |
| Sezon 2010/2011                                  | Sezon 2010/2011 | Sezon 2010/2011 | Sezon 2010/2011 | Sezon 2010/2011 | Ruka HS142 | Willingen HS145 | Oberstdorf HS213 | Lahti HS130 | Planica HS215 |
| Sezon 2010/2011                                  | Sezon 2010/2011 | Sezon 2010/2011 | Sezon 2010/2011 | Sezon 2010/2011 | -          | -               | -                | 3           | -             |
| Legenda                                          |                 |                 |                 |                 |            |                 |                  |             |               |
| 1 2 3 4-8 poniżej 8 - – zawodnik nie wystartował |                 |                 |                 |                 |            |                 |                  |             |               |

## Letnie Grand Prix

### Miejsca w klasyfikacji generalnej
| Sezon | Miejsce |
| ----- | ------- |
| 2011  | 31.     |

### Miejsca w poszczególnych konkursach indywidualnychLGP
| Źródło | Źródło           | Źródło           | Źródło             | Źródło           | Źródło           | Źródło       | Źródło        | Źródło            | Źródło          | Źródło            | Źródło | Źródło | Źródło | Źródło | Źródło | Źródło | Źródło | Źródło | Źródło | Źródło | Źródło | Źródło | Źródło | Źródło | Źródło | Źródło |
| --- | ---------------- | ---------------- | ------------------ | ---------------- | ---------------- | ------------ | ------------- | ----------------- | --------------- | ----------------- | ------ | ------ | ------ | ------ | ------ | ------ | ------ | ------ | ------ | ------ | ------ | ------ | ------ | ------ | ------ | ------ |
| 2010 |                  |                  |                    |                  |                  |              |               |                   |                 |                   |        |        |        |        |        |        |        |        |        |        |        |        |        |        |        |        |
| Hinterzarten HS108 | Courchevel HS132 | Einsiedeln HS117 | Wisła HS134        | Wisła HS134      | Hakuba HS131     | Hakuba HS131 | Liberec HS134 | Klingenthal HS140 | punkty          | punkty            | punkty | punkty | punkty | punkty | punkty | punkty | punkty |        |        |        |        |        |        |        |        |        |
| - | -                | -                | q                  | -                | -                | -            | -             | -                 | 0               | 0                 | 0      | 0      | 0      | 0      | 0      | 0      | 0      |        |        |        |        |        |        |        |        |        |
| 2011 |                  |                  |                    |                  |                  |              |               |                   |                 |                   |        |        |        |        |        |        |        |        |        |        |        |        |        |        |        |        |
| Wisła HS134 | Szczyrk HS106    | Zakopane HS134   | Hinterzarten HS108 | Courchevel HS132 | Einsiedeln HS117 | Hakuba HS131 | Hakuba HS131  | Ałmaty HS140      | Hinzenbach HS94 | Klingenthal HS140 | punkty |        |        |        |        |        |        |        |        |        |        |        |        |        |        |        |
| - | -                | -                | -                  | -                | -                | 15           | 11            | 8                 | -               | -                 | 72     |        |        |        |        |        |        |        |        |        |        |        |        |        |        |        |
| Legenda |                  |                  |                    |                  |                  |              |               |                   |                 |                   |        |        |        |        |        |        |        |        |        |        |        |        |        |        |        |        |
| 1 2 3 4-10 11-30 poniżej 30 dq – dyskwalifikacja q – dyskwalifikacja w kwalifikacjach q – zawodnik nie zakwalifikował się - – zawodnik nie wystartował |                  |                  |                    |                  |                  |              |               |                   |                 |                   |        |        |        |        |        |        |        |        |        |        |        |        |        |        |        |        |

## Puchar Kontynentalny

### Miejsca w klasyfikacji generalnej
| Sezon     | Miejsce |
| --------- | ------- |
| 2010/2011 | 51.     |
| 2011/2012 | 27.     |
| 2014/2015 | 88.     |

### Miejsca na podium w konkursach indywidualnych Pucharu Kontynentalnego chronologicznie
| Nr | Dzień      | Rok  | Miejscowość | Skocznia       | Punkt K | HS     | Skok 1  | Skok 2  | Nota      | Lok. | Strata  | Zwycięzca            |
| -- | ---------- | ---- | ----------- | -------------- | ------- | ------ | ------- | ------- | --------- | ---- | ------- | -------------------- |
| 1. | 18 grudnia | 2011 | Erzurum     | Kiremitliktepe | K-125   | HS-140 | 139,5 m | 138,5 m | 281,4 pkt | 2.   | 6,1 pkt | Atle Pedersen Rønsen |

### Miejsca w poszczególnych konkursachPucharu Kontynentalnego
| Sezon 2010/2011                                                               |                 |                 |                 |                 |                 |                 |                              |                              |                        |                     |                        |                        |                        |                        |                     |                     |                     |                     |                        |                        |                        |                  |                 |                   |                   |                   |                   |             |        |        |        |        |        |        |        |        |        |        |        |        |        |        |        |        |        |        |        |        |        |        |        |        |        |        |        |        |        |        |        |        |        |        |        |        |        |        |        |
| Rovaniemi HS100                                                               | Rovaniemi HS100 | Vikersund HS117 | Vikersund HS117 | Erzurum HS109   | Erzurum HS109   | Engelberg HS137 | Engelberg HS137              | Sapporo HS134                | Sapporo HS134          | Sapporo HS134       | Pjongczang HS140       | Pjongczang HS140       | Titisee-Neustadt HS142 | Titisee-Neustadt HS142 | Bischofshofen HS140 | Bischofshofen HS140 | Brotterode HS117    | Brotterode HS117    | Iron Mountain HS133    | Iron Mountain HS133    | Kranj HS109            | Kranj HS109      | Zakopane HS134  | Zakopane HS134    | Kuopio HS127      | Kuopio HS127      | Wisła HS134       | Wisła HS134 | punkty |        |        |        |        |        |        |        |        |        |        |        |        |        |        |        |        |        |        |        |        |        |        |        |        |        |        |        |        |        |        |        |        |        |        |        |        |        |        |
| -                                                                             | -               | -               | -               | -               | -               | 44              | 22                           | 14                           | 9                      | 12                  | 24                     | 6                      | -                      | -                      | -                   | -                   | -                   | -                   | -                      | -                      | -                      | -                | -               | -                 | -                 | -                 | -                 | -           | 125    |        |        |        |        |        |        |        |        |        |        |        |        |        |        |        |        |        |        |        |        |        |        |        |        |        |        |        |        |        |        |        |        |        |        |        |        |        |        |
| Sezon 2011/2012                                                               |                 |                 |                 |                 |                 |                 |                              |                              |                        |                     |                        |                        |                        |                        |                     |                     |                     |                     |                        |                        |                        |                  |                 |                   |                   |                   |                   |             |        |        |        |        |        |        |        |        |        |        |        |        |        |        |        |        |        |        |        |        |        |        |        |        |        |        |        |        |        |        |        |        |        |        |        |        |        |        |        |
| Rovaniemi HS100                                                               | Rovaniemi HS100 | Ałmaty HS140    | Ałmaty HS140    | Erzurum HS109   | Erzurum HS140   | Engelberg HS137 | Engelberg HS137              | Titisee-Neustadt HS142       | Titisee-Neustadt HS142 | Sapporo HS100       | Sapporo HS134          | Sapporo HS134          | Bischofshofen HS140    | Bischofshofen HS140    | Brotterode HS117    | Brotterode HS117    | Iron Mountain HS133 | Oslo HS106          | Oslo HS106             | Oslo HS106             | Wisła HS134            | Wisła HS134      | Predazzo HS134  | Predazzo HS134    | Kuopio HS127      | Kuopio HS127      | punkty            | punkty      | punkty | punkty | punkty | punkty | punkty | punkty | punkty | punkty | punkty | punkty | punkty | punkty | punkty | punkty | punkty | punkty | punkty | punkty | punkty | punkty | punkty | punkty | punkty | punkty | punkty | punkty | punkty | punkty | punkty | punkty | punkty | punkty | punkty | punkty | punkty | punkty | punkty | punkty |        |
| -                                                                             | 36              | 16              | 8               | 7               | 2               | 47              | 49                           | -                            | -                      | -                   | -                      | -                      | 43                     | 56                     | -                   | -                   | -                   | -                   | -                      | -                      | -                      | -                | 30              | 10                | 15                | 7                 | 242               | 242         | 242    | 242    | 242    | 242    | 242    | 242    | 242    | 242    | 242    | 242    | 242    | 242    | 242    | 242    | 242    | 242    | 242    | 242    | 242    | 242    | 242    | 242    | 242    | 242    | 242    | 242    | 242    | 242    | 242    | 242    | 242    | 242    | 242    | 242    | 242    | 242    | 242    | 242    |        |
| Sezon 2012/2013                                                               |                 |                 |                 |                 |                 |                 |                              |                              |                        |                     |                        |                        |                        |                        |                     |                     |                     |                     |                        |                        |                        |                  |                 |                   |                   |                   |                   |             |        |        |        |        |        |        |        |        |        |        |        |        |        |        |        |        |        |        |        |        |        |        |        |        |        |        |        |        |        |        |        |        |        |        |        |        |        |        |        |
| Ałmaty HS140                                                                  | Ałmaty HS140    | Engelberg HS137 | Engelberg HS137 | Zakopane HS134  | Zakopane HS134  | Sapporo HS100   | Sapporo HS134                | Sapporo HS134                | Bischofshofen HS140    | Bischofshofen HS140 | Titisee-Neustadt HS142 | Titisee-Neustadt HS142 | Planica HS139          | Planica HS139          | Iron Mountain HS133 | Iron Mountain HS133 | Iron Mountain HS133 | Brotterode HS117    | Brotterode HS117       | Wisła HS134            | Wisła HS134            | Liberec HS100    | Liberec HS100   | Vikersund HS117   | Vikersund HS117   | Niżny Tagił HS100 | Niżny Tagił HS100 | punkty      | punkty | punkty | punkty | punkty | punkty | punkty | punkty | punkty | punkty | punkty | punkty | punkty | punkty | punkty | punkty | punkty | punkty | punkty | punkty | punkty | punkty | punkty | punkty | punkty | punkty | punkty | punkty | punkty | punkty | punkty | punkty | punkty | punkty | punkty | punkty | punkty | punkty | punkty | punkty |
| -                                                                             | -               | -               | -               | dq              | dq              | -               | -                            | -                            | -                      | -                   | -                      | -                      | -                      | -                      | -                   | -                   | -                   | -                   | -                      | -                      | -                      | -                | -               | -                 | -                 | -                 | -                 | 0           | 0      | 0      | 0      | 0      | 0      | 0      | 0      | 0      | 0      | 0      | 0      | 0      | 0      | 0      | 0      | 0      | 0      | 0      | 0      | 0      | 0      | 0      | 0      | 0      | 0      | 0      | 0      | 0      | 0      | 0      | 0      | 0      | 0      | 0      | 0      | 0      | 0      | 0      | 0      |
| Sezon 2014/2015                                                               |                 |                 |                 |                 |                 |                 |                              |                              |                        |                     |                        |                        |                        |                        |                     |                     |                     |                     |                        |                        |                        |                  |                 |                   |                   |                   |                   |             |        |        |        |        |        |        |        |        |        |        |        |        |        |        |        |        |        |        |        |        |        |        |        |        |        |        |        |        |        |        |        |        |        |        |        |        |        |        |        |
| Rena HS111                                                                    | Rena HS139      | Rena HS139      | Engelberg HS137 | Engelberg HS137 | Wisła HS134     | Wisła HS134     | Sapporo HS100                | Sapporo HS134                | Sapporo HS134          | Planica HS139       | Planica HS139          | Zakopane HS134         | Zakopane HS134         | Brotterode HS117       | Lahti HS130         | Lahti HS130         | Iron Mountain HS133 | Iron Mountain HS133 | Titisee-Neustadt HS142 | Titisee-Neustadt HS142 | Titisee-Neustadt HS142 | Seefeld HS109    | Seefeld HS109   | Niżny Tagił HS134 | Niżny Tagił HS134 | punkty            | punkty            | punkty      | punkty | punkty | punkty | punkty | punkty | punkty | punkty | punkty | punkty | punkty | punkty | punkty | punkty | punkty | punkty | punkty | punkty | punkty | punkty | punkty | punkty | punkty | punkty | punkty | punkty | punkty | punkty | punkty | punkty | punkty | punkty | punkty | punkty | punkty | punkty | punkty | punkty |        |        |
| -                                                                             | -               | -               | -               | -               | -               | -               | -                            | -                            | -                      | -                   | -                      | 24                     | 13                     | 29                     | -                   | -                   | -                   | -                   | -                      | -                      | -                      | -                | -               | -                 | -                 | 29                | 29                | 29          | 29     | 29     | 29     | 29     | 29     | 29     | 29     | 29     | 29     | 29     | 29     | 29     | 29     | 29     | 29     | 29     | 29     | 29     | 29     | 29     | 29     | 29     | 29     | 29     | 29     | 29     | 29     | 29     | 29     | 29     | 29     | 29     | 29     | 29     | 29     | 29     | 29     |        |        |
| Sezon 2015/2016                                                               |                 |                 |                 |                 |                 |                 |                              |                              |                        |                     |                        |                        |                        |                        |                     |                     |                     |                     |                        |                        |                        |                  |                 |                   |                   |                   |                   |             |        |        |        |        |        |        |        |        |        |        |        |        |        |        |        |        |        |        |        |        |        |        |        |        |        |        |        |        |        |        |        |        |        |        |        |        |        |        |        |
| Rena HS111                                                                    | Rena HS111      | Rena HS139      | Rovaniemi HS100 | Rovaniemi HS100 | Engelberg HS137 | Engelberg HS137 | Garmisch-Partenkirchen HS140 | Garmisch-Partenkirchen HS140 | Willingen HS145        | Willingen HS145     | Sapporo HS100          | Sapporo HS134          | Sapporo HS134          | Bischofshofen HS140    | Bischofshofen HS140 | Planica HS139       | Planica HS139       | Zakopane HS134      | Zakopane HS134         | Iron Mountain HS133    | Iron Mountain HS133    | Brotterode HS117 | Vikersund HS117 | Vikersund HS117   | Czajkowskij HS140 | Czajkowskij HS140 | punkty            | punkty      | punkty | punkty | punkty | punkty | punkty | punkty | punkty | punkty | punkty | punkty | punkty | punkty | punkty | punkty | punkty | punkty | punkty | punkty | punkty | punkty | punkty | punkty | punkty | punkty | punkty | punkty | punkty | punkty | punkty | punkty | punkty | punkty | punkty | punkty | punkty | punkty | punkty | punkty |        |
| -                                                                             | -               | -               | -               | -               | -               | -               | -                            | -                            | -                      | -                   | -                      | -                      | -                      | -                      | -                   | -                   | -                   | 32                  | dq                     | -                      | -                      | -                | -               | -                 | -                 | -                 | 0                 | 0           | 0      | 0      | 0      | 0      | 0      | 0      | 0      | 0      | 0      | 0      | 0      | 0      | 0      | 0      | 0      | 0      | 0      | 0      | 0      | 0      | 0      | 0      | 0      | 0      | 0      | 0      | 0      | 0      | 0      | 0      | 0      | 0      | 0      | 0      | 0      | 0      | 0      | 0      |        |
| Legenda                                                                       |                 |                 |                 |                 |                 |                 |                              |                              |                        |                     |                        |                        |                        |                        |                     |                     |                     |                     |                        |                        |                        |                  |                 |                   |                   |                   |                   |             |        |        |        |        |        |        |        |        |        |        |        |        |        |        |        |        |        |        |        |        |        |        |        |        |        |        |        |        |        |        |        |        |        |        |        |        |        |        |        |
| 1 2 3 4-10 11-30 poniżej 30 dq – dyskwalifikacja - – zawodnik nie wystartował |                 |                 |                 |                 |                 |                 |                              |                              |                        |                     |                        |                        |                        |                        |                     |                     |                     |                     |                        |                        |                        |                  |                 |                   |                   |                   |                   |             |        |        |        |        |        |        |        |        |        |        |        |        |        |        |        |        |        |        |        |        |        |        |        |        |        |        |        |        |        |        |        |        |        |        |        |        |        |        |        |

## Letni Puchar Kontynentalny

### Miejsca w klasyfikacji generalnej
| Sezon | Miejsce | Źr.     |
| ----- | ------- | ------- |
| 2010  | 23.     | [ 143 ] |
| 2011  | 32.     | [ 144 ] |

### Miejsca na podium w konkursach indywidualnych Letniego Pucharu Kontynentalnego chronologicznie
| Nr | Dzień       | Rok  | Miejscowość | Skocznia      | Punkt K | HS     | Skok 1 | Skok 2 | Nota      | Lok. | Strata   | Zwycięzca   |
| -- | ----------- | ---- | ----------- | ------------- | ------- | ------ | ------ | ------ | --------- | ---- | -------- | ----------- |
| 1. | 26 września | 2010 | Ałmaty      | Gornyj Gigant | K-95    | HS-105 | 99,0 m | 98,0 m | 239,0 pkt | 3.   | 18,0 pkt | Kamil Stoch |

### Miejsca w poszczególnych konkursachLetniego Pucharu Kontynentalnego
| Źródło                                                                        | Źródło      | Źródło       | Źródło                       | Źródło                       | Źródło           | Źródło           | Źródło            | Źródło            | Źródło            | Źródło     | Źródło       | Źródło       | Źródło      | Źródło      | Źródło | Źródło | Źródło | Źródło | Źródło | Źródło | Źródło | Źródło | Źródło | Źródło | Źródło | Źródło |
| ----------------------------------------------------------------------------- | ----------- | ------------ | ---------------------------- | ---------------------------- | ---------------- | ---------------- | ----------------- | ----------------- | ----------------- | ---------- | ------------ | ------------ | ----------- | ----------- | ------ | ------ | ------ | ------ | ------ | ------ | ------ | ------ | ------ | ------ | ------ | ------ |
| 2010                                                                          |             |              |                              |                              |                  |                  |                   |                   |                   |            |              |              |             |             |        |        |        |        |        |        |        |        |        |        |        |        |
| Kranj HS109                                                                   | Kranj HS109 | Velenje HS94 | Garmisch-Partenkirchen HS140 | Garmisch-Partenkirchen HS140 | Courchevel HS132 | Courchevel HS132 | Lillehammer HS138 | Lillehammer HS138 | Oslo HS106        | Oslo HS106 | Ałmaty HS140 | Ałmaty HS106 | Wisła HS134 | Wisła HS134 | punkty |        |        |        |        |        |        |        |        |        |        |        |
| -                                                                             | -           | -            | -                            | -                            | dq               | 28               | 16                | 17                | 54                | 31         | 5            | 3            | 11          | 22          | 170    |        |        |        |        |        |        |        |        |        |        |        |
| 2011                                                                          |             |              |                              |                              |                  |                  |                   |                   |                   |            |              |              |             |             |        |        |        |        |        |        |        |        |        |        |        |        |
| Kranj HS109                                                                   | Kranj HS109 | Stams HS115  | Stams HS115                  | Courchevel HS132             | Courchevel HS132 | Trondheim HS140  | Trondheim HS140   | Klingenthal HS140 | Klingenthal HS140 | punkty     | punkty       | punkty       | punkty      | punkty      | punkty | punkty | punkty | punkty |        |        |        |        |        |        |        |        |
| -                                                                             | -           | -            | -                            | 52                           | 11               | 18               | 23                | 9                 | 44                | 74         | 74           | 74           | 74          | 74          | 74     | 74     | 74     | 74     |        |        |        |        |        |        |        |        |
| Legenda                                                                       |             |              |                              |                              |                  |                  |                   |                   |                   |            |              |              |             |             |        |        |        |        |        |        |        |        |        |        |        |        |
| 1 2 3 4-10 11-30 poniżej 30 dq – dyskwalifikacja - − zawodnik nie wystartował |             |              |                              |                              |                  |                  |                   |                   |                   |            |              |              |             |             |        |        |        |        |        |        |        |        |        |        |        |        |

## FIS Cup

### Miejsca w klasyfikacji generalnej
| Sezon     | Miejsce | Źr.     |
| --------- | ------- | ------- |
| 2006/2007 | 129.    | [ 145 ] |
| 2007/2008 | 156.    | [ 145 ] |
| 2009/2010 | 32.     | [ 146 ] |
| 2014/2015 | 136.    | [ 145 ] |
| 2015/2016 | 112.    | [ 145 ] |

### Miejsca w poszczególnych konkursachFIS Cupu
| Sezon 2006/2007                                                               |                |                        |                     |                |                     |                     |            |                     |             |            |           |          |           |            |             |                     |          |            |            |            |             |             |             |              |              |        |        |        |        |        |        |        |        |        |        |        |        |        |        |        |        |        |        |
| Bischofshofen                                                                 | Bischofshofen  | Garmisch-Partenkirchen | Örnsköldsvik        | Örnsköldsvik   | Einsiedeln          | Einsiedeln          | Seefeld    | Chaux-Neuve         | Chaux-Neuve | Zakopane   | Zakopane  | Zaō      | Zaō       | Sapporo    | punkty      | punkty              | punkty   | punkty     | punkty     | punkty     | punkty      | punkty      | punkty      | punkty       | punkty       | punkty | punkty | punkty | punkty | punkty | punkty | punkty | punkty |        |        |        |        |        |        |        |        |        |        |
| -                                                                             | -              | -                      | -                   | -              | -                   | -                   | -          | -                   | -           | 35         | 15        | -        | -         | -          | 16          | 16                  | 16       | 16         | 16         | 16         | 16          | 16          | 16          | 16           | 16           | 16     | 16     | 16     | 16     | 16     | 16     | 16     | 16     |        |        |        |        |        |        |        |        |        |        |
| Sezon 2007/2008                                                               |                |                        |                     |                |                     |                     |            |                     |             |            |           |          |           |            |             |                     |          |            |            |            |             |             |             |              |              |        |        |        |        |        |        |        |        |        |        |        |        |        |        |        |        |        |        |
| Bischofshofen                                                                 | Bischofshofen  | Oberwiesenthal         | Oberwiesenthal      | Falun          | Falun               | Einsiedeln          | Einsiedeln | Notodden            | Notodden    | Harrachov  | Harrachov | Lauscha  | Lauscha   | Eisenerz   | Eisenerz    | Kuopio              | Kuopio   | Szczyrk    | Szczyrk    | Whistler   | Whistler    | Sapporo     | Zaō         | Zaō          | punkty       | punkty | punkty | punkty | punkty | punkty | punkty | punkty | punkty | punkty | punkty | punkty | punkty | punkty | punkty | punkty | punkty | punkty | punkty |
| 16                                                                            | 42             | -                      | -                   | -              | -                   | -                   | -          | -                   | -           | 48         | 33        | -        | -         | -          | -           | -                   | -        | 23         | 20         | -          | -           | -           | -           | -            | 34           | 34     | 34     | 34     | 34     | 34     | 34     | 34     | 34     | 34     | 34     | 34     | 34     | 34     | 34     | 34     | 34     | 34     | 34     |
| Sezon 2008/2009                                                               |                |                        |                     |                |                     |                     |            |                     |             |            |           |          |           |            |             |                     |          |            |            |            |             |             |             |              |              |        |        |        |        |        |        |        |        |        |        |        |        |        |        |        |        |        |        |
| Oberwiesenthal                                                                | Oberwiesenthal | Szczyrbskie Jezioro    | Szczyrbskie Jezioro | Predazzo       | Predazzo            | Einsiedeln          | Einsiedeln | Szczyrbskie Jezioro | Harrachov   | Harrachov  | Yabuli    | Lauscha  | Eisenerz  | Eisenerz   | Notodden    | Notodden            | Ljubno   | Ljubno     | Zaō        | Zaō        | Sapporo     | punkty      | punkty      | punkty       | punkty       | punkty | punkty | punkty | punkty | punkty | punkty | punkty | punkty | punkty | punkty | punkty | punkty | punkty | punkty | punkty |        |        |        |
| -                                                                             | -              | 31                     | -                   | -              | -                   | -                   | -          | -                   | -           | -          | -         | -        | -         | -          | -           | -                   | -        | -          | -          | -          | -           | 0           | 0           | 0            | 0            | 0      | 0      | 0      | 0      | 0      | 0      | 0      | 0      | 0      | 0      | 0      | 0      | 0      | 0      | 0      |        |        |        |
| Sezon 2009/2010                                                               |                |                        |                     |                |                     |                     |            |                     |             |            |           |          |           |            |             |                     |          |            |            |            |             |             |             |              |              |        |        |        |        |        |        |        |        |        |        |        |        |        |        |        |        |        |        |
| Villach                                                                       | Predazzo       | Predazzo               | Oberwiesenthal      | Oberwiesenthal | Szczyrbskie Jezioro | Szczyrbskie Jezioro | Falun      | Falun               | Einsiedeln  | Einsiedeln | Notodden  | Notodden | Harrachov | Harrachov  | Szczyrk     | Szczyrk             | Lauscha  | Lauscha    | Villach    | Kranj      | Kranj       | Zaō         | Zaō         | Courchevel   | Courchevel   | punkty |        |        |        |        |        |        |        |        |        |        |        |        |        |        |        |        |        |
| -                                                                             | -              | -                      | -                   | -              | 4                   | 7                   | -          | -                   | -           | -          | -         | -        | 23        | 27         | 17          | 13                  | -        | -          | -          | -          | -           | -           | -           | -            | -            | 132    |        |        |        |        |        |        |        |        |        |        |        |        |        |        |        |        |        |
| Sezon 2012/2013                                                               |                |                        |                     |                |                     |                     |            |                     |             |            |           |          |           |            |             |                     |          |            |            |            |             |             |             |              |              |        |        |        |        |        |        |        |        |        |        |        |        |        |        |        |        |        |        |
| Râșnov                                                                        | Villach        | Villach                | Kuopio              | Kuopio         | Wisła               | Wisła               | Einsiedeln | Einsiedeln          | Winterberg  | Winterberg | Râșnov    | Râșnov   | Zakopane  | Zakopane   | Brattleboro | Brattleboro         | Kranj    | Kranj      | Oberstdorf | Oberstdorf | punkty      | punkty      | punkty      | punkty       | punkty       | punkty | punkty | punkty | punkty | punkty | punkty | punkty | punkty | punkty | punkty | punkty | punkty | punkty | punkty |        |        |        |        |
| -                                                                             | -              | -                      | -                   | -              | -                   | -                   | -          | -                   | -           | -          | -         | -        | 55        | 52         | -           | -                   | -        | -          | -          | -          | 0           | 0           | 0           | 0            | 0            | 0      | 0      | 0      | 0      | 0      | 0      | 0      | 0      | 0      | 0      | 0      | 0      | 0      | 0      |        |        |        |        |
| Sezon 2014/2015                                                               |                |                        |                     |                |                     |                     |            |                     |             |            |           |          |           |            |             |                     |          |            |            |            |             |             |             |              |              |        |        |        |        |        |        |        |        |        |        |        |        |        |        |        |        |        |        |
| Villach                                                                       | Villach        | Hinterzarten           | Hinterzarten        | Kuopio         | Kuopio              | Einsiedeln          | Einsiedeln | Planica             | Planica     | Szczyrk    | Szczyrk   | Râșnov   | Râșnov    | Notodden   | Notodden    | Szczyrbskie Jezioro | Zakopane | Zakopane   | Kranj      | Kranj      | Brattleboro | Brattleboro | Lake Placid | Hinterzarten | Hinterzarten | punkty |        |        |        |        |        |        |        |        |        |        |        |        |        |        |        |        |        |
| -                                                                             | -              | -                      | -                   | -              | -                   | -                   | -          | -                   | -           | -          | -         | -        | -         | -          | -           | 22                  | 34       | 13         | -          | -          | -           | -           | -           | -            | -            | 29     |        |        |        |        |        |        |        |        |        |        |        |        |        |        |        |        |        |
| Sezon 2015/2016                                                               |                |                        |                     |                |                     |                     |            |                     |             |            |           |          |           |            |             |                     |          |            |            |            |             |             |             |              |              |        |        |        |        |        |        |        |        |        |        |        |        |        |        |        |        |        |        |
| Villach                                                                       | Villach        | Kuopio                 | Kuopio              | Szczyrk        | Szczyrk             | Einsiedeln          | Einsiedeln | Râșnov              | Râșnov      | Notodden   | Notodden  | Zakopane | Zakopane  | Pjongczang | Pjongczang  | Whistler            | Whistler | Eau Claire | Eau Claire | Planica    | Planica     | Harrachov   | Harrachov   | punkty       | punkty       | punkty | punkty | punkty | punkty | punkty | punkty | punkty | punkty | punkty | punkty | punkty | punkty | punkty | punkty | punkty | punkty | punkty |        |
| -                                                                             | -              | -                      | -                   | 22             | 9                   | -                   | -          | -                   | -           | -          | -         | 38       | 41        | -          | -           | -                   | -        | -          | -          | -          | -           | -           | -           | 38           | 38           | 38     | 38     | 38     | 38     | 38     | 38     | 38     | 38     | 38     | 38     | 38     | 38     | 38     | 38     | 38     | 38     | 38     |        |
| Legenda                                                                       |                |                        |                     |                |                     |                     |            |                     |             |            |           |          |           |            |             |                     |          |            |            |            |             |             |             |              |              |        |        |        |        |        |        |        |        |        |        |        |        |        |        |        |        |        |        |
| 1 2 3 4-10 11-30 poniżej 30 dq – dyskwalifikacja - − zawodnik nie wystartował |                |                        |                     |                |                     |                     |            |                     |             |            |           |          |           |            |             |                     |          |            |            |            |             |             |             |              |              |        |        |        |        |        |        |        |        |        |        |        |        |        |        |        |        |        |        |

## Mistrzostwa Polski

### Zimowe mistrzostwa Polski seniorów w skokach narciarskich
| Miejsce | Dzień      | Rok  | Miejscowość | Skocznia          | Punkt K | HS     | Konkurs | Skok 1   | Skok 2   | Nota                  | Strata    | Zwycięzca              |
| ------- | ---------- | ---- | ----------- | ----------------- | ------- | ------ | ------- | -------- | -------- | --------------------- | --------- | ---------------------- |
| 17.     | 26 grudnia | 2007 | Zakopane    | Wielka Krokiew    | K-120   | HS-134 | ind.    | 112,5 m  | 116,0 m  | 202,8 pkt             | 62,6 pkt  | Kamil Stoch            |
| 22.     | 18 marca   | 2008 | Zakopane    | Wielka Krokiew    | K-120   | HS-134 | ind.    | 111,0 m  | 99,5 m   | 165,9 pkt             | 107,8 pkt | Adam Małysz            |
| 31.     | 19 marca   | 2008 | Zakopane    | Średnia Krokiew   | K-85    | HS-94  | druż.   | 73,5 m   | 72,5 m   | 768,5 pkt (168,0 pkt) | 174,5 pkt | Wisła Zakopane         |
| 31.     | 20 marca   | 2008 | Zakopane    | Średnia Krokiew   | K-85    | HS-94  | ind.    | 78,0 m   | –        | 96,5 pkt              | 163,0 pkt | Adam Małysz            |
| 18.     | 14 lutego  | 2009 | Wisła       | im. Adama Małysza | K-120   | HS-134 | ind.    | 101,5 m  | 95,5 m   | 140,6 pkt             | 90,8 pkt  | Kamil Stoch            |
| 7.      | 26 marca   | 2009 | Szczyrk     | Skalite           | K-95    | HS-106 | druż.   | 85,0 pkt | 85,5 pkt | 717,5 pkt (182,0 pkt) | 256,0 pkt | KS Wisła Ustronianka I |
| 36.     | 26 grudnia | 2009 | Szczyrk     | Skalite           | K-95    | HS-106 | ind.    | 76,5 m   | –        | 66,0 pkt              | 190,0 pkt | Adam Małysz            |
| 2.      | 18 lutego  | 2011 | Szczyrk     | Skalite           | K-95    | HS-106 | druż.   | 99,5 m   | 100,0 m  | 960,0 pkt (249,0 pkt) | 19,3 pkt  | Wisła Zakopane         |
| 2.      | 19 lutego  | 2011 | Szczyrk     | Skalite           | K-95    | HS-106 | ind.    | 100,5 m  | 94,5 m   | 239,5 pkt             | 19,0 pkt  | Kamil Stoch            |
| 3.      | 24 marca   | 2012 | Zakopane    | Wielka Krokiew    | K-120   | HS-134 | druż.   | -        | 129,0 m  | 868,9 pkt (131,7 pkt) | 190,6 pkt | AZS Zakopane           |
| 7.      | 25 marca   | 2012 | Zakopane    | Wielka Krokiew    | K-120   | HS-134 | ind.    | 112,5 m  | 129,5 m  | 230,6 pkt             | 55,4 pkt  | Kamil Stoch            |
| 7.      | 26 marca   | 2013 | Wisła       | im. Adama Małysza | K-120   | HS-134 | druż.   | 104,0 m  | 116,0 m  | 696,0 pkt (186,0 pkt) | 291,5 pkt | AZS Zakopane           |
| 19.     | 27 marca   | 2013 | Wisła       | im. Adama Małysza | K-120   | HS-134 | ind.    | 117,5 m  | 115,0 m  | 211,5 pkt             | 105,3 pkt | Maciej Kot             |
| 18.     | 23 grudnia | 2014 | Wisła       | im. Adama Małysza | K-120   | HS-134 | ind.    | 105,5 m  | 107,5 m  | 171,4 pkt             | 83,7 pkt  | Piotr Żyła             |
| 10.     | 24 marca   | 2015 | Zakopane    | Wielka Krokiew    | K-120   | HS-134 | ind.    | 118,5 m  | 120,5 m  | 235,3 pkt             | 74,8 pkt  | Kamil Stoch            |
| 2.      | 25 marca   | 2015 | Zakopane    | Wielka Krokiew    | K-120   | HS-134 | druż.   | 119,5 m  | 123,0 m  | 921,5 pkt (232,5 pkt) | 52,1 pkt  | AZS Zakopane           |
| 11.     | 22 marca   | 2016 | Wisła       | im. Adama Małysza | K-120   | HS-134 | ind.    | 118,5 m  | 116,0 m  | 214,6 pkt             | 58,8 pkt  | Maciej Kot             |
| 3.      | 22 marca   | 2016 | Wisła       | im. Adama Małysza | K-120   | HS-134 | druż.   | 123,5 m  | 123,0 m  | 936,1 pkt (239,7 pkt) | 26,5 pkt  | AZS Zakopane I         |

### Letnie mistrzostwa Polski seniorów w skokach narciarskich
| Miejsce | Dzień           | Rok  | Miejscowość | Skocznia          | Punkt K | HS     | Konkurs | Skok 1  | Skok 2  | Nota      | Strata    | Zwycięzca     |
| ------- | --------------- | ---- | ----------- | ----------------- | ------- | ------ | ------- | ------- | ------- | --------- | --------- | ------------- |
| 34.     | 15 października | 2006 | Zakopane    | Średnia Krokiew   | K-85    | HS-94  | ind.    | 71,0 m  | –       | 80,0 pkt  | 180,0 pkt | Adam Małysz   |
| 27.     | 13 października | 2007 | Zakopane    | Wielka Krokiew    | K-120   | HS-134 | ind.    | 106,5 m | 105,0 m | 169,7 pkt | 102,2 pkt | Adam Małysz   |
| 27.     | 14 października | 2007 | Zakopane    | Średnia Krokiew   | K-85    | HS-94  | ind.    | 74,0 m  | 73,0 m  | 174,5 pkt | 78,5 pkt  | Adam Małysz   |
| 27.     | 27 września     | 2008 | Wisła       | im. Adama Małysza | K-120   | HS-134 | ind.    | 98,0 m  | 96,0 m  | 135,2 pkt | 143,4 pkt | Adam Małysz   |
| 23.     | 10 października | 2009 | Zakopane    | Średnia Krokiew   | K-85    | HS-94  | ind.    | 78,0 m  | 77,0 m  | 192,0 pkt | 54,0 pkt  | Adam Małysz   |
| 9.      | 11 października | 2009 | Zakopane    | Wielka Krokiew    | K-120   | HS-134 | ind.    | 118,0 m | 121,0 m | 225,7 pkt | 39,0 pkt  | Adam Małysz   |
| 13.     | 23 lipca        | 2010 | Szczyrk     | Skalite           | K-95    | HS-106 | ind.    | 86,0 m  | 90,0 m  | 195,5 pkt | 67,0 pkt  | Adam Małysz   |
| 7.      | 25 lipca        | 2010 | Wisła       | im. Adama Małysza | K-120   | HS-134 | ind.    | 121,5 m | 114,5 m | 218,8 pkt | 59,3 pkt  | Adam Małysz   |
| 11.     | 17 września     | 2011 | Zakopane    | Wielka Krokiew    | K-120   | HS-134 | ind.    | 122,5 m | 106,0 m | 204,3 pkt | 50,1 pkt  | Kamil Stoch   |
| 34.     | 11 października | 2014 | Szczyrk     | Skalite           | K-95    | HS-106 | ind.    | 79,5 m  | –       | 77,0 pkt  | 199,0 pkt | Piotr Żyła    |
| 24.     | 18 lipca        | 2015 | Wisła       | im. Adama Małysza | K-120   | HS-134 | ind.    | 97,5 m  | 99,5 m  | 141,6 pkt | 125,0 pkt | Dawid Kubacki |
| 17.     | 9 października  | 2015 | Szczyrk     | Skalite           | K-95    | HS-106 | ind.    | 88,5 m  | 97,0 m  | 216,0 pkt | 52,5 pkt  | Dawid Kubacki |

## Lotos Cup

### Miejsca w klasyfikacji generalnej
| Sezon | Miejsce | Kategoria |
| ----- | ------- | --------- |
| 2005  | 3.      | Junior D  |
| 2006  | 2.      | Junior C  |
| 2007  | 2.      | Junior C  |
| 2008  | 1.      | Junior C  |
| 2009  | 1.      | Junior C  |
| 2010  | 1.      | Junior B  |
| 2013  | 2.      | Junior A  |
| 2015  | 1.      | Senior    |

## Rekordy skoczni
| Data                | Miejsce         | Skocznia              | Punkt K | HS     | Rekord  | Uwagi                                              |
| ------------------- | --------------- | --------------------- | ------- | ------ | ------- | -------------------------------------------------- |
| 20 marca 2004       | Istebna         | Tokarzonka            | K-21    |        | 25,5 m  | [ 151 ]                                            |
| 28 maja 2004        | Wisła           | Centrum               | K-23    | HS-27  | 25,0 m  | Rekord letni                                       |
| 20 maja 2006        | Bad Freienwalde | Papengrundschanzen    | K-42    |        | 45,5 m  | Rekord letni                                       |
| ?                   | Bad Freienwalde | Papengrundschanzen    | K-60    | HS 70  | 71,0 m  | Rekord letni, pobity w 2011 przez Szymona Szostoka |
| 29 lipca 2006       | Bad Faulenbach  | Faulenbach-Schanzen   | K-51    |        | 58,5 m  | Rekord letni                                       |
| 16 sierpnia 2007    | Pragelato       | Stadio del Trampolino | K-60    | HS-66  | 65,5 m  | Rekord letni                                       |
| 4 października 2007 | Zagórz          | Zakucie               | K-40    | HS-44  | 45,5 m  | Rekord letni                                       |
| 8 października 2009 | Zakopane        | Średnia Krokiew       | K-85    | HS-94  | 94,5 m  | Rekord letni                                       |
| 24 lipca 2010       | Szczyrk         | Skalite               | K-95    | HS-106 | 109,0 m | Rekord letni                                       |

## Inne osiągnięcia
- Złoty medalista nieoficjalnych mistrzostw świata dzieci, indywidualnie – 2004 i 2005, drużynowo – 2004 i 2005[1]
- Wielokrotny zwycięzca Ogólnopolskich Spotkań UKS-ów, „Nadziei Beskidzkich”, Memoriału Leopolda Tajnera[4]
- Wielki Puchar Crunchips – zwycięstwo w 2010, 2. miejsce w 2003, 2005, 2006 i 2008 oraz 3. miejsce w 2004 i 2006, (w swoich kategoriach wiekowych)[7]
- Puchar McDonald’s – 2. miejsce w 2004 w klasyfikacji 1993[10]
- Zwycięzca zawodów o Puchar Prezesa Firmy Ustronianka w 2004[11]
- Puchar Doskonałego Mleka 2006 – 2. miejsce w kategorii młodzików[21]
- Lotos Grand Prix 2008 – 2. miejsce[42] i 1. miejsce[43]
- Letni Puchar Lotos – 2. miejsce w 2009[61]
- Mistrzostwa Tatrzańskiego Związku Narciarskiego– zwycięstwo w kategorii Junior C w 2007[31], drugie miejsce w kategorii Junior C w 2009[59]
- Zimowy Europejski Festiwal Młodzieży 2009 – 17. miejsce[56]
- Mistrzostwa Śląsko-Beskidzkiego Okręgowego Związku Narciarskiego 2009 – 2. miejsce wśród juniorów[52]
- Puchar Zimy 2010 – 3. miejsce[78]
- Ogólnopolska Olimpiada Młodzieży 2011 w Zakopanem (junior młodszy) – złoty medal w konkursie indywidualnym na dużej skoczni, brązowy medal w konkursie indywidualnym i srebrny w drużynowym na normalnej skoczni[89]
- Ogólnopolska Olimpiada Młodzieży 2012 w Szczyrku i Wiśle (junior) – złoty medal w konkursie drużynowym, srebrny w konkursie indywidualnym na dużej skoczni i brązowy w konkursie indywidualnym na normalnej skoczni[112]
- Puchar Wisły 2012 – 3. miejsce[120]
- Ogólnopolska Olimpiada Młodzieży 2013 w Szczyrku – złoty medal w konkursie drużynowym[125], 6. i 9. miejsce w indywidualnych na normalnej skoczni[123][124]

## Sprzęt
Tomasz Byrt korzysta z butów Rass, wiązań Bizon, rękawiczek Craft, kombinezonów 4F i BerdaX oraz gogli i kasków Carrera.
Na początku kariery skakał na nartach marki Fischer, następnie Elan. W lecie 2011 rozpoczął starty w nartach fluege.de (dawna Germina). Zmiana sprzętu poprawiła wyniki osiągane na treningach i ze względu na bardziej opowiadającą mu twardość, zdecydował się startować w nich w następnym sezonie zimowym.

## Życie prywatne
Tomasz Byrt jest kawalerem, nie posiada dzieci. Uczęszczał do Szkoły Mistrzostwa Sportowego w Szczyrku, którą rozpoczął w 2011. Określił siebie jako „trudnego chłopaka”. W 2012 wyprowadził się z domu rodzinnego do partnerki. Jego brat Kamil oraz trzech wujów również uprawiało skoki narciarskie. Tomasz jest wyznania ewangelickiego. Kuzynem jego ojca jest ewangelicki ksiądz Jan Byrt, związany ze środowiskiem sportowym.